# Đánh banh trung bình
Hệ số đánh trung bình (Batting Average) là hệ số dùng trong 2 bộ môn thể thao cricket và bóng chày để đo mức xuất sắc của người đánh bóng. Khái niệm hệ số đánh trung bình (HSĐTB) của bóng chày bắt nguồn trực tiếp từ khái niệm của cricket. HSĐTB càng cao thì người đánh càng được coi là xuất sắc.

## HSĐTB trong bóng chày
HSĐTB được tính bằng cách lấy số các cú đánh chắc(hit) chia cho số lượt đánh (at bat).
Một cú đánh chắc là cú đánh giúp người đánh bóng đạt được base thứ nhất an toàn sau khi đánh được bóng. Mỗi lượt đánh được tính kể từ khi người đánh bóng ra đối mặt với người ném bóng, trừ một số ngoại lệ như bóng bay trúng người đánh bóng hay base on balls...
Ví dụ: Trong 1 trận, người đánh bóng được điều ra đánh bóng tất cả năm lần. Trong 4 lần đó anh ta hit 1 lần, bị strikeout 2 lần, base on balls 2 lần. Như vậy anh ta tới được base thứ 1 tổng cộng 3 lần và có 3 at bat vì lần base on balls không được tính là at bat (no time at bat). HSĐTB = 1: 3 = 0,3.
HSĐTB tiếng Anh được viết với 1 dấu chấm trước 3 chữ số thập phân (.300) trong khi HSĐTB của pháp được viết với 1 dấu phẩy (0,300).
Trong một mùa giải bóng chày, người đánh bóng có HSĐTB trên.300 được coi là cực kỳ xuất sắc, trên.400 gần như là mục tiêu không tưởng. Vận động viên gần đây nhất đạt được thành tích trên.400 là Ted Williams của đội Boston Red Sox (Mỹ).